# ライブ・ア・ライブ
『ライブ・ア・ライブ』（LIVE A LIVE）は、1994年9月2日に日本のスクウェアから発売されたスーパーファミコン用ロールプレイングゲーム。
7人の主人公が7つの設定された舞台の中で目的を達成することを目指す作品であり、シナリオはオムニバス形式で展開される。最終編にて全ての主人公が一堂に会し、行動を共にすることを特徴としている。

## 概要
オムニバスRPGの形式を取っており、初期状態でプレイヤーは7つの異なる時代・場所で展開されるシナリオをプレイできる。この7つのシナリオはそれぞれ独立しており、プレイする順序は任意である。
本作は小学館との共同企画となっており、小林よしのり、田村由美など当時小学館の漫画雑誌にて連載を持っていた7名の漫画家が各7シナリオのメインキャラクターデザインとして参加している。このため、公式イラストの著作権およびキャラクター版権の一部は小学館にある。
ゲーム開発はスクウェア開発第5部が行い、ディレクターは『半熟英雄』（1988年）を手掛けた時田貴司、シナリオは時田および後にPlayStation用ソフト『聖剣伝説 LEGEND OF MANA』（1999年）を手掛けることになる井上信行、プログラムはウルフ・チームのX68000用ソフト『アークス・オデッセイ』（1991年）を手掛けた深谷文明、音楽はカプコンのアーケードゲーム『ファイナルファイト』（1989年）や『ストリートファイターII』（1991年）を手掛けた下村陽子が担当している。
タイトルロゴのデザインでは後半のLIVEの単語が裏返って鏡文字になり、左右対称に“LIVE A ƎVI⅃”（裏向きのEVIL）と表記されている。
ゲーム難易度自体は高くないが、7人の主人公のパワーバランスが悪く、育成を間違えると攻略難易度が跳ね上がる。
2015年6月24日からはスクウェア・エニックスよりWii Uのバーチャルコンソール、2016年11月28日からは同社よりNewニンテンドー3DSのバーチャルコンソールでも配信開始された。
2022年7月22日、Nintendo SwitchでHD-2Dによるリメイク版『ライブアライブ』を発売した。原作と異なり、タイトルから中黒がなくなっている。2023年4月27日にはPlayStation 4・PlayStation 5・Steam向けにリメイク版が発売。

## ゲーム内容

### システム
フィールドの移動時においては普通のRPGと同じようなシステムであるが、シナリオによってキャラクターが使える特殊能力や、エンカウント方式が異なる。
なお、このゲームではイベント上の演出以外では店やお金に当たる物が登場せず、全てのアイテムはイベントや宝箱、戦利品などで入手することになる。

### データセーブ
本作はメニュー画面が開ける状況であれば、ダンジョン内部や敵の目前など、どこでもセーブが可能となっている。
スーパーファミコン版では、セーブブロックは全部で4か所だが、ゲームの進行状況は1つのセーブブロックにクリアデータを積み重ねていく方式で、1つの編をクリアするとその編のスタッフロールが流れ、セーブ画面を経た後、そのまま別のシナリオを選んでそこへ上書きしていくことになる。1つのセーブデータで複数のシナリオを同時に進行させることはできないが、中世編をクリアする以前ならば、攻略途中・クリア済みにかかわらず、データロード時に任意のシナリオを再び初めからやり直すことが可能である。ただし、この場合は攻略途中だったシナリオのデータは一旦初期状態に戻る（クリア済みのシナリオのクリアデータは、選び直さない限りそのまま保持される）。
HD-2Dリメイク版ではセーブブロック数が増加し、任意の編の同時進行を行ったり、各編のやり直しを自由に行えるようになった。クリア済みのシナリオについては、最初から始める以外に、クリア直前の状態からやり直すことも可能。

### 戦闘システム
本作の戦闘は「チェッカーバトル」と呼ばれるシステムが採用されている。7×7のマス目で区切られたボード上に敵・味方両方のキャラクターが配置され、各キャラクターはボード上を移動した後に技と対象を選ぶことで攻撃するという、戦略シミュレーションの戦闘を簡略化したような形式となっている。一般的なRPGでの通常攻撃にあたるものは存在せず、「戦う」コマンドで使用する技を選ぶか、「アイテムを使う」コマンドでアイテムを使用して戦う。
基本的にはターン制バトルであり、敵と味方で交互に行動を繰り返す。戦闘の大きな特徴として、敵味方とも一定の「行動ポイント」を持っており、一方のキャラが全て行動を終えていなくても行動ポイントを使い切ると相手にターンが渡るという、リアルタイムではないものの「ファイナルファンタジーシリーズ」のアクティブタイムバトルシステム (ATB) に似たシステムとなっている。スーパーファミコン版では行動ポイントが画面に表示はされず不可視となっていたが、HD-2Dリメイク版ではHPとともに各キャラクターの頭上に「行動ゲージ」が表示されるようになっている。
キャラクターの行動ポイントは、向きを変更する、位置を移動する、技やアイテムを使用する、「パス」コマンドで仲間に順番を回す（味方のみ）、Yボタンで足踏みを行う（味方のみ、HD-2Dリメイク版では「ステイ」コマンドの選択に変更）などによって消費する。通常、マス目の移動では約4歩、L・Rボタンによる方向転換では約8回で行動ポイントを使い切り1ターン終了となるが、素早い（ステータスの「速」の値が高い）キャラは各種行動で消費するポイントが少なく設定されており、1ターンの1回の行動の中で、より遠くに移動したり、ターンを終わらせないまま次のキャラに順番をまわすことも可能である。
敵キャラクターの中には、2マス以上の面積を占める巨大な敵も存在する（一部、プレイヤーが操作する場合もある）。これらの敵のパーツは全てマス目に沿った四角形状に区切られており（縦2マス×横2マス、縦3マス×横4マスなど）、このような敵を攻撃する場合は、技の効果範囲に影や服の一部などがほんの少しでも含まれていれば攻撃の対象にできる。逆に、繰り出す技については横の射程は縦幅分、縦の射程は横幅分だけ広くなる（例えば、縦の2マス分あるユニットが横対象の技を出す場合、縦2マス分の範囲が射程となる）。なお、敵によっては攻撃する部位によりダメージ等が異なるものもいる。
味方に関してはヒットポイント (HP) が0になると気絶して行動不能となる。他の味方が存在していればどんなに高いダメージを受けても最低でも気絶状態で受け止め、顕在している味方からエリア回復等を受ければそのままHPを回復して戦闘に復帰することができる。ただし、気絶状態でさらにダメージを受けると消滅して戦闘離脱状態となり（死亡ではない）、その戦闘中は復帰できなくなる。
戦闘終了後は、減少したHPやステータス異常など戦闘中に受けた全ての損傷が完全回復し、次の戦闘へは一切持ち越されない。また、戦闘中に「逃げる」コマンドを選択すればその場で確実に逃げることができるが、ボス戦や一部の戦闘では「逃げる」コマンド自体が選択不可能となる。戦闘で危機に陥っても態勢を立て直すことが容易だが、その代わり個々の戦闘がやや難しく設定されている。
経験値は100を分母とした分数で表されており、100まで経験値が溜まるとレベルが1つ上昇する。このため、味方のレベルに合わせ、同じ敵と戦っても得られる経験値は徐々に少なくなっていくことが多く、一度に2以上レベルが上がることはない。また、戦闘中に技を一度も出さなかったキャラクターは得られる経験値が通常より少なくなり、戦闘離脱状態となっていた場合は一切経験値が得られない。
戦闘中、味方パーティー全員が気絶・戦闘離脱・石化のいずれかになった場合は全滅して基本的にゲームオーバーとなるが、この際バッドエンディングが流れる場合がある。この内容は、それぞれの編やストーリー進行のタイミングによって異なっている。
通常の戦闘BGMは各編ごとに全く異なるものが使われているが、最終ボスと一部の中ボスとの戦闘のみ全編共通で「MEGALOMANIA」が使用されている。

#### 技
戦闘中の行動については消耗品アイテムの使用以外は基本的にノーコストであり、マジックポイントのような概念はないため、キャラクターの固有技は使い放題となっている。しかし、強力な技はチャージ（溜め）に時間が掛かり、技の待機中は一切動けないままターン経過を待つ必要があるなどの制約が存在するものもある。
技には属性、射程範囲、効果範囲、溜め時間の有無などが設定されている。範囲は狭いがダメージが高い技、広範囲にまとめて攻撃可能な技、ステータス異常を与える技、攻撃命中時に使用者もしくは敵のステータスや位置、向きを変化させる技などが存在する。また、一部の技は「反撃技」に設定されており、その技の射程範囲内で特定の攻撃を受けると、直後にカウンター・アタックとして自動で発動する（通常の攻撃方法としては使えない技もある）。
戦闘中の技には色分けがされており、通常の技は黒い文字だが、味方のHPを直接回復させる技は青、自ら発動できない反撃専用技は灰色の文字で表示されている。また、アイテムにも黒文字の攻撃アイテムと青文字の回復アイテム、戦闘中に使用できない灰色のアイテムがある。ほとんどのアイテムは一度効果を発動するとなくなってしまう消耗品であることが多いが、中には何回でも使用できるものもある。
一部の技には以下のような効果が付随する。
フィールドダメージ
一部の技を発動後、フィールド（地形）が属性を持ったダメージ床（水、毒、火炎、電撃の4種類）に変化することがある。このダメージ床の上に乗っていると、敵味方問わず一定ターン毎にフィールドダメージを受ける（まれに発動しないこともある）。ただし、一部の敵はこれを無効化、または逆に吸収して回復値に変えることもあり、また味方の場合も特定の装備品で吸収効果を得られる。大きなサイズの敵が床を吸収して回復、または大きな味方がダメージ・回復する場合に限り、「（表示された回復値）×（乗っているダメージ床のマスの数）」だけ効果が働くため、敵によっては大量のHP回復をしてしまう場合もある。ただし、大きな敵が床のダメージを受ける際に限り、1マス分しか適用されない。床は発動後一定確率で徐々に消滅していく。
HD-2Dリメイク版では発動タイミングが原作から変更され、マス目分の回復値の増加については正式に仕様となり、正確な回復値が表示されるようになった。
ステータスのアップ・ダウン
戦闘中、技の効果によりステータス値が一時的に変動することがある。攻撃と同時に敵のステータスを下げる技、回復でステータスを上昇させる技などのほか、強力だが使用後に使用者自身のステータスが下がってしまうリスクのある技も存在する。ターン経過などで徐々に元の値に戻る。
スーパーファミコン版では、ステータス値は力、速（速度）、体（体力）、知（知力）、Lv.（レベル）の5種類で、それぞれ黄色のパネルが飛び出す（回転するエフェクトがある）と上昇、青のパネルが飛び出す（割れるエフェクトがある）と下降となる。下降値は技によって3段階まで設定されている。
HD-2Dリメイク版では、ステータス値が物攻、物防、特攻、特防、素早さ、命中、回避の7種類となり、それぞれ青のパネルが飛び出すと上昇、赤のパネルが飛び出すと下降となり、それぞれ3段階まで設定されている。おおよそ、原作での力が物攻、体が物防、知が特攻と特防の2つ、速が素早さに相当し、原作における戦闘中のレベルの上昇・下降が廃止され、命中と回避に分化される形となった。
ステータス異常
画面に表示されるものとしては、石化、酔い、眠り、マヒ、毒、腕かため、足かため（HD-2Dリメイク版では腕封じ、足封じ）の7種類があり、効果を受けると一部の技が使用不能になったり、移動が封じられるなど、様々な悪影響が出る。特に石化は戦闘不能と同様の扱いのため、全滅の条件となっている。特定の回復技などで回復できるほか、一部の装備品で防ぐことが可能である。
行動異常
敵の行動に影響する異常。スーパーファミコン版では隠しステータスであり、画面上に表示されない。一部の技が使えなくなったり、ひたすら回転し続けるなど、敵の行動ルーチンに影響をもたらす。
HD-2Dリメイク版では画面上で描写されるようになり、停止、魅了、目眩、恐怖、混乱、興奮の6種類に整理された。
方向転換、吹き飛ばし、後退
技が当たった後、対象者や技の使用者の向きが変わったり、相手を1マス後方へ吹き飛ばしたり、逆に使用者が1歩下がる技などが存在する。技の溜め動作を行っている最中にこれらの効果が現れた場合、溜めが中断・解除されその技の入力は無効となる。また、背面への攻撃技を所持していない敵（敵が使う技は向いている方向にしか射程範囲が設定されていないものが多い）に対しては、相手の向きを変えることで実質的に敵の行動を1回分封じてしまう効果を得られることもある。
場の属性（スーパーファミコン版のみ）
スーパーファミコン版では、属性技を使用するとフィールドにその場の属性が残り、各キャラクターが最初から所持もしくは装備品で付与した回避属性と一致した場合に受けるダメージが半減するというシステムが存在する。戦闘開始時の場の属性は地形別に設定されているが、画面上に表示されない隠しステータスとなっている。HD-2Dリメイク版では撤廃された。
弱点、耐性（HD-2Dリメイク版のみ）
HD-2Dリメイク版では弱点（敵のみ）と耐性が新たに設定されており、対応する属性技で攻撃すると通常より多くダメージを与えられたり、逆にダメージ軽減となる場合がある。

#### BREAK DOWN
出現する敵キャラの組み合わせによっては、敵パーティーの中に「リーダー」と「手下」が設定されていることがあり、その場合、「リーダー」の敵全員を先に倒す事で「手下」全員が残りHPに関係無く消滅する「BREAK DOWN（ブレイク・ダウン）」という現象が発生する。これを行うと敵を簡単に倒せる代わりに、スーパーファミコン版ではアイテムドロップが発生しなくなる（HD-2Dリメイク版では撤廃）などのデメリットも存在する。このシステムは、後に同社の『クロノ・トリガー』などにも採用されている。
また、敵と同時にテーブルや岩のような移動しない障害物が戦闘フィールドに配置されることもあるが、これらの障害物は敵ではないため、破壊しなくても他の敵を倒せば戦闘勝利となる。ただし、障害物に挟まれるなどで移動が大きく制限される状況も存在し、場合によってはそもそもこの障害物をある程度壊さないと敵に攻撃が届かないような状況で始まる戦闘もある。

## 設定
最初から出現している7つのシナリオを1つのセーブデータで全てクリアすると、新たなシナリオである中世編が出現する。中世編をクリアした後、他の7つのシナリオの主人公が中世編の舞台へ集結し、最終シナリオへ突入する。
最初から存在する7つのシナリオの選択順序は任意となっているため、以下では便宜上、ゲームソフトのパッケージ裏面およびスクウェア・エニックスの公式サイトにて紹介されている順番でシナリオを解説する。

### 原始編
サブタイトルは『接触』。石器時代の人類の狩猟生活をコミカルに描く。
まだ言葉のない時代。人々は洞窟に集落を作り、たくましく生きていた。狩猟を許される年齢になった原始人の少年ポゴが初めて狩りを行った日の晩、少し離れた所に住む部族・クー族の少女べるがポゴ達の集落へ逃げ込んでくる。生贄の儀式に捧げられようとしていたところを逃げ出してきたのだ。ポゴは異部族のべるに対し掟破りの恋をしてしまい、彼女を守ることを決意する。
このシナリオでは言葉がまだ存在しないため、台詞ではなくキャラクターの仕草（ボディーランゲージ）や絵文字のふきだしによってストーリーが進行していく。獲物はフィールド上を移動しているにもかかわらずその姿が見えないので（不可視シンボルエンカウント）、Yボタンを使用して周囲の臭いを嗅ぎ、その漂う匂いで目算をつけ敵を探し当てる。また、特定の場所にある合成屋では、2つの材料から装備やアイテムを作る「アイテム合成」ができる。
ストーリーとは別に隠し要素が存在し、特定の場所において出現するある敵と戦って倒すと貴重なアイテムが手に入るが、非常に足が速いので、行き止まりに追い詰める等しないと臭いを発見しても即座に逃げられてしまい、エンカウント自体が困難。また、原始編の最終ボスをも超える本作屈指の強さのため、丁寧に戦闘を組み立てていかないと勝つことは難しい。
主人公のポゴの名前は他のシナリオと同様に変更が可能だが、スーパーファミコン版では使用できる文字が大きく限られ、カタカナの濁音、半濁音、小文字、「ン」「ー」しか使うことができない。HD-2Dリメイク版では制限が撤廃された。
ポゴとゴリの関係はアニメ『はじめ人間ギャートルズ』のゴンとドテチンのようなイメージとなっており、開発中のゴリのコードネームも「ドテチン」であった。

### 幕末編
サブタイトルは『密命』。この幕末の動乱を描いたシナリオでは、悪の大名にとらわれた要人の救出のために、密命によって戦う忍者の姿が描かれる。
ゲーム中のタイトル画面で最初に紹介され、かつニューゲーム時のシナリオ選択画面で最初からカーソルが合っているのは幕末編である。
影に生きる忍びの集団・炎魔忍軍（えんまにんぐん）は、大名・尾手 院王（おで いおう）の居城の動きを探っていた。そこへ尾手忍軍が維新の要人を誘拐したとの一報をうけ、炎魔忍軍頭目のハヤテはその救出に向かわせる者に若き忍者おぼろ丸を抜擢する。密命を受けたおぼろ丸は無事潜入に成功したものの、尾手城は人妖相まった魔窟であった。
ストーリーそのものは要人救出というだけのものだが、多くのやり込み要素が含まれている。城内には総勢100名の人間が居り（人間以外はこの他にもいる）、戦って倒しても良いほか、Yボタンで使用できる「隠れ蓑」でやり過ごすこともできる。斬った人間の数や、見逃したキャラでイベントが左右され、アイテムの入手や技の習得に影響が出る。とくに「けっこんおめでとり～」というイベントに至っては、発売されてから10年以上に渡り発生条件が解明されなかったという逸話がある。シビアな操作タイミングを要求される場面も多く、アクション要素も多い。現代編とは少しシステムが違うが、技の「ラーニング」要素もある。
途中で任務を放棄して城を脱出し「抜け忍」になることも可能だが、その際は番外編的なストーリーとなり、元仲間である炎魔忍軍の追っ手達、そして頭目ハヤテと戦うことになる。ただしここで倒しても道連れにされてバッドエンドとなり、クリアにはならない。
なお、スーパーファミコン版ではゲーム内ではアイテムの「尾出手裏剣」、およびそれを使った時に発動する技「尾出流手裏剣術」のみ尾出と表記されているが、それ以外は全て尾手表記で統一されている。HD-2Dリメイク版はすべて尾手に統一された。

### 功夫編
サブタイトルは『伝承』。あるひとつの中国武術の継承にまつわるストーリー。「功夫編」は「クンフウへん」と読む。
中国大志山に伝わる功夫（クンフー）の流派・心山拳（しんざんけん）の師範である老師は自らの衰えと寿命を悟り、継承者を捜すため山を下りる。老師は三人の若者（レイ、サモ、ユン）に出会い、彼らを弟子としてとることとなる。しかし、弟子のうち2名が他流派・義破門団（ぎはもんだん）の襲撃によって殺害され、老師は敵を討つため義破門団に殴りこむ。
功夫編は他のシナリオとは特殊な部分があり、老師自身はレベルアップはせず、3人の弟子に稽古をつけて成長させるシステム。3人のうち生き残った1人のみが継承者となる。修行回数は全部で12回で、修行の回数が一番多かった者が継承者となり、同数の場合にはサモ>レイ>ユンの順に優先される(その関係上、レイとユンを継承者にするためには最低5回は修行をつけてあげる必要がある)。また、最終編では功夫編の主人公（老師）は登場せず、代わりにプレイヤーが選ぶ継承者が心山拳師範として登場する。サブタイトル通り、拳法も主人公の立ち位置も伝承するシナリオであり、最終編の主人公を決める物語でもある。

### 西部編
サブタイトルは『放浪』。西部アメリカの開拓時代を描く西部劇をモチーフとしたシナリオ。
かつてはゴールドラッシュで栄えたという荒野の寂れた町サクセズタウンに、賞金首であるガンマン、サンダウン・キッドが訪れる。たまたま訪れたその町ではならず者の集団クレイジー・バンチが幅をきかせていた。サンダウンと、彼を追い続けているという賞金稼ぎマッド・ドッグは偶然入ったバーでギャングに絡まれるが、あっさりと返り討ちにする。その腕を見込まれ、ふたりは町の人々からクレイジー・バンチ討伐を依頼される。
鐘の音が8回鳴るまでに町の住人達と共に罠を仕かける準備をし、総勢15人のギャングと対決して町を守るのが目的。様々なアイテムを手に入れ、町の住人達に準備の指示を出すことで罠が仕掛けられるが、アイテムと住人達の相性を考え、適材適所に合った指示を出すことが重要である。リーダーであるO・ディオ以外は全て罠にかけて戦闘前に倒すことが可能である。
『シェーン』などの有名な西部劇の名場面を下敷きとしたシナリオとなっている。

### 現代編
サブタイトルは『最強』。最強を求める格闘家の戦いを描く。
主人公である高原 日勝（たかはら まさる）は、あらゆる格闘技の要素を取り入れようとすることで最強を目指す。しかし同じ最強を目指す格闘家同士、おいそれと他人に技を継がせるようなことはない。そこで高原は、実戦の中で直接相手の技を受け、そこから技を学び取ろうとする。
この編は戦闘のみで構成されている。6人の対戦相手から任意に敵を選択し、1対1のバトルで順番に倒していくという形式だが、この対戦相手セレクト画面は格闘ゲームをイメージしたものとなっている。
対戦相手の特定の攻撃を受けると主人公はその技を習得できる。習得した技は、その技を受けた直後から使用および反撃による発動が可能になる。また、ある選手との試合では隠し技を得ることができる。シナリオ内で覚えなくても、最終編でレベルアップによって習得できる。
主人公の「高原日勝」という名前は、発売当時のU系4団体のエースだったプロレスラー4人の名前から一文字ずつ（「高」が高田延彦、「原」が藤原喜明、発音しない「日」が前田日明、「勝」が船木誠勝）取られている。
リメイク版においては、6人目を撃破しない限りはこれまで倒した1～5人目の対戦相手と再戦することが可能となっている。再戦時に敗北した場合は当然ゲームオーバーとなる。

### 近未来編
サブタイトルは『流動』。2010年の東京を舞台とし、超能力者や巨大ロボットの戦いが描かれる。
孤児院「ちびっこハウス」に住む超能力をもつ少年アキラは喧嘩に明け暮れる日々を送っていた。街では突然人が行方不明になる事件が多発しており、事件の裏では暴走族クルセイダーズと陸軍がつながっていた。その巨大な軍事力に立ち向かうため主人公たちは巨大ロボット「ブリキ大王」を動かそうと画策する。
Yボタンでアキラがテレパシー能力を使い、本当のことを話そうとしない人の本心を覗くことができる。また、このシナリオでは話が進むと藤兵衛がアイテムを別のアイテムにパワーアップさせる「アイテム改造」をしてくれるようになる。
近未来編に登場するブリキ大王には主題歌「GO! GO! ブリキ大王!!」があり、この曲はフジテレビ系テレビアニメ『ゲッターロボ』（1974年 - 1975年）のような曲というテーマで製作された。この曲の歌詞は、ゲーム中では開発者達が考えた1番の歌詞しか出てこないが、当時ゲーム誌『ファミコン通信』の企画で製作サイドが2番・3番の歌詞を一般公募していた。そこにキャラクターデザイナーの島本和彦本人が、自分の考えた歌詞を「東京都在住、漫画家 島本和彦」の名前で一般公募で応募したところ、2番の歌詞として採用されたという逸話がある（ちなみに、3番は一般読者から応募された歌詞を4人分合わせたものを採用）。さらに、採用された歌詞で本作ディレクターの時田貴司自身が熱唱したバージョンを収録したカセットテープが当時の抽選プレゼントにまでなっていた（非売品）。また後の島本の著作である『吼えろペン』（1990年 - 1991年）にてブリキ大王らしきロボットの玩具が1コマだけ登場する描写がある（単行本7巻に収録）。また、『半熟英雄』シリーズのエッグモンスター「マシンナイト」の設定に「ブリキ大王がライバル」というものがある。2012年に再発売されたサウンドトラックでは、スクウェア・エニックスe-STORE限定予約特典として同じく時田貴司が歌う新録バージョンの本曲が収録されたミニCDが付属した。HD-2Dリメイク版では影山ヒロノブが歌っている。

### SF編
サブタイトルは『機心』。遠い未来、宇宙船の中で発生する事件を描くサイエンス・フィクション。ストーリーの正確な年代は不明だが、作中に2099年製と表記された機械が登場する。
宇宙空間を航行する輸送船コギトエルゴスム号の中で1台の作業用ロボットが造られた。キューブと名付けられたそのロボット は乗組員達との交流を通して船内の様々な出来事を学習していく。平穏に航行を続けていたコギトエルゴスム号だったが、あるとき地球と連絡をするための通信アンテナが原因不明の故障を起こし、それを修理に向かった乗組員のひとりが宇宙服の故障で重体に陥り、治療の甲斐なくまもなく死亡してしまう。さらに、輸送中で厳重に保管されていたはずの地球外生命体ベヒーモスも突如脱走。船内がパニックに陥る中、乗組員は1人、また1人と命を落としてゆく。
SF編でバトルを行う機会は、作中のゲーム内ゲーム『キャプテンスクウェア』（ここで負けてもゲームオーバーにはならない）、および最終ボス戦のみであり、内容としてはアドベンチャーゲームに近い。閉鎖された空間で、原因不明のトラブルに追い詰められ反目し合う人間同士の心理を、1台の小さなロボットの視点から覗く。エアロックから船外へ放り出されたり、船内に仕掛けられたトラップにかかって故障した時や、脱走したベヒーモスに捕まった時などにはゲームオーバーとなる。
主人公のキューブが使用する8つの技はそれぞれの解説文に頭文字が書かれており、ハイスピードオペ (H / high speed ope)、アップグレード (U / upgrade)、マインドハック (M / mind hack)、アンチフィールド (A / anti-field)、ノイズストリーム (N / noise stream)、インフォリサーチ (I / info research)、スピンドライブ (S / spin drive)、メーザーカノン (M / maser cannon) を順に並べると HUMANISM （ヒューマニズム）となる。
映画『2001年宇宙の旅』や『エイリアン』（1979年）をイメージしている。

### 中世編
サブタイトルは『魔王』。
魔王とそれを倒した勇者の伝説が残るルクレチア王国。主人公の剣士オルステッドは御前試合で優勝し王女アリシアに求婚する権利を得る。アリシアと共に愛を誓うものの、その夜アリシアは蘇った魔王に連れ去られてしまう。オルステッドは、ライバルであり親友でもある魔法使いストレイボウや、今は老いた伝説の勇者ハッシュ、僧侶ウラヌスと共に魔王山へと向かう。
ファンタジー風世界が舞台であり、戦闘はランダムエンカウント形式であったりと、旧来のロールプレイングゲームと最もよく似たスタイルで進行する。主人公オルステッドは、そのビジュアルや自発的に喋らないという点において、それまでのゲームでの古典的勇者像を、一見踏襲しているように見せかける演出となっている。
隠しシナリオでありながら、本作で最初に製作されたシナリオである。オルステッドとストレイボウの関係は『ファイナルファンタジーIV』（1991年）のセシルとカインを意識しており、その立場を逆転させた「カイン的な人物にスポットを当てた『FFIV』」というコンセプトで作られている。

### 最終編
各編の主人公達が一堂に会する最終シナリオ。シナリオ開始時に前8シナリオの主人公から1人を選択することになる。他の編と異なり、最終編は一度セーブしてしまうと最初からやり直すことはできず、また最終編に進んだ段階で他のシナリオをやり直すことも不可能になる。
選択した主人公により、ストーリーの大筋は2種類に分けられる。
オルステッドが主人公の場合のストーリー
主人公としてオルステッド（中世編の主人公）を選択した場合、7つの石像を通して中世編・最終編を除く7シナリオのボスを操り、各編の主人公たちに戦いを挑むというストーリーになる。ゲームシステムとしては、通常のボスバトルの敵と味方の立場が逆転した戦闘となっており、巨大なボスを操作して各編のキャラクター達を倒すことになる。仲間は存在せず、戦いに勝利しても悲しい結末となる。ちなみに、後述のストーリーでの姿とは異なり終始中世編そのままの人間での姿であるが、それが結末である重大な意味を持つ事となる。
オルステッド以外が主人公の場合のストーリー
各編の主人公は、それぞれのエンディングの途中で魔王オディオにより中世編の舞台ルクレチアへ召喚される。仲間を集め、主人公ごとに用意された7つのダンジョンで強力なアイテムを集めながら、魔王山で待つ魔王オディオとの最終決戦に挑む。パーティーには最終編主人公として選択したキャラと、それ以外に他の編の主人公3人までを加え、最大4人のパーティーを組むことができる（ただしオルステッドを除く）。それ以上の人数を加えようとした場合、最終編主人公以外の3人は入れ替えることが可能である。
ストーリーで引っ張る『ファイナルファンタジー』風の中世編に対し、この最終編はシステム寄りの『ロマンシング サ・ガ』（1992年）的な自由度を目指して作られている。主人公によっては最終編で初めてレベルアップや技の習得ができる者もいる。強制イベントなどはなく、自由度は高い。最終編では誰を主人公に選んだか、他の主人公達を全て見つけたか、そして魔王オディオに対してどのような態度を取ったかなどによって、エンディングは幾つかに分岐する。
オルステッドを主人公にしてプレイした場合と、それ以外の主人公でプレイした場合の双方に共通するバッドエンディングも存在する。このバッドエンディングは、オルステッドを主人公にしてプレイした場合は、操作キャラのHPが4分の1以下になると「逃げる」の代わりに出現するコマンド「ハルマゲドン」を選ぶことで、その他の主人公では最終ボスの第2形態で全滅することで、それぞれ見ることができる。

### 用語
液体人間
近未来編に登場する。液化された人間であり、肉体的な力を失う代わりに精神力が飛躍的に上昇する。ロボットなどの原動力にもなる。シンデルマンが開発した技術。人間以外の生物を液化することも可能であり、物語中ではシンデルマンの元同僚である藤兵衛が、死に掛けていたアカミミガメのタロキチをこの技術を用いて液化させることで、流体アンドロイド・タロイモとして復活させた。
コギトエルゴスム号
SF編の舞台となる、民間の輸送用宇宙船。乗員はホル船長、ヒューイ、カーク、レイチェル、カトゥーの5名であり、外来客としてダース伍長、さらに物語中でキューブが乗組員として追加登録されることになる。船内は3階層に渡っており、乗組員・外来者用の個室やリフレッシュルーム、冷凍睡眠室など設備はそれなりに整っている。しかし乗員の人間関係は壊滅的であり、船長を除いた4人の船員達がカークとレイチェル、ヒューイとカトゥーといった二つに分かれて対立している。

### 各シナリオのボスの名前
各シナリオのボスは個性的な名前を持つが、それぞれの名前は全て「オディオ」という文字がキーワードとなっている（ただし中世編を除く）。その根底には1つのラテン語 ODIUM に由来する、憎しみを表すイタリア語 Odio (dio = 神)  や英単語 Odious が存在する。ゲーム中で彼らが登場する際、一部の例外を除いてBGM「魔王オディオ」が流れる。
- 原始編 - おーでぃーおー（説明書ではオディオザウルス）
- 幕末編 - ガマヘビ変化（「尾手 院王（おで いおう）」が変身した怪物）
- 功夫編 - オディワン・リー（ワンを漢字で書くと王（おう）、続けて読むとオディオウとなる）
- 西部編 - O（オー）・ディオ
- 現代編 - オディ・オブライト（ゲーム中では「オディー・O（オー）」とも表記される）
- 近未来編 - 隠呼大仏（SFC版） / 大隠呼像（HD-2Dリメイク版）（「御出居（おでお）様」なる者が乗り移っているらしい）
- SF編 - マザーCOM（型番は "OD-10" であり、数字の部分をアルファベットに見立てると綴りが「ODIO」となる）
- 中世編 - ボスとしては存在しないが、「魔王オディオ」の名が登場する。
- 最終編 - ピュアオディオ、Sinオディオ（HD-2Dリメイク版のみ）

## 登場人物
プレイヤーキャラクターとして登場するキャラクターには名前に * の記号を付加する（最終編の主人公にオルステッドを選んだ場合の操作キャラクターを除く）。
各編の主人公と共に同行するパーティーもいるが、最終編にはプレイヤーキャラクターとしては参加しない。
キャラクターボイス（声）はHD-2Dリメイク版の物。

### 主人公
ここでは、最終編で使用できるプレイヤーキャラクターを紹介する。ただし、功夫編の主人公である心山拳老師は最終編では使えず、功夫編クリア時に3人の弟子のうちのいずれか1人が「心山拳師範」となり、最終編に登場する。
主人公の名前は、最終編を除く各編の序盤で名前入力画面が出現した際に、一度だけプレイヤーが変更することができる。ただし、功夫編は流派の名前「- 拳」を変えることになる。また、幕末編では最後の「- 丸」の部分は変更できず、西部編では台詞などで「- ・キッド」が自動的に付加される。名前に使用できる文字の種類はひらがな、カタカナ、漢字、アルファベット、および一部の記号だが、それぞれの編によって名前に使用できる文字の種類が制限されている。例えば、功夫編では漢字しか選べず、原始編ではカタカナのうち一部の文字（濁音や拗音など）しか使用できない。なお使用できる文字の制限はHD-2Dリメイク版において撤廃されている。
文中ではデフォルトの名前を使用して解説する。
ポゴ *
声 - 緒方恵美
原始編の主人公。原始人の少年。幼い頃に家族を亡くし、長老に拾われて育った。言葉を話すことはできないが、強い野生のカンで邪悪な気配を捉えたり、ズバ抜けた嗅覚を持っている。フィールド上でYボタンを押すと匂いを嗅ぐことができる。
バトルでは野性の武器による殴打などで攻撃する。全ての技名とその解説文が擬音で表現されている（もっとも、ポゴだけでなく、原始編のプレイヤーキャラクター全員が該当する）。
おぼろ丸 *
声 - 橋詰知久
幕末編の主人公。炎魔忍軍の若き忍び。今回の重大な密命に抜擢される。
幕末編に限り、フィールド上でYボタンを押すと姿を消す「かくれみの」を使用できる。また、スーパーファミコン版ではダッシュ速度が他のキャラクターの2倍（歩行速度の4倍）となっており、最終編でも主人公であれば効果がある。
バトルでは、様々な忍術を使いこなす。一部の技は、レベルが低いうちから幕末編のイベントや敵からのラーニングなどで習得が可能。
心山拳老師（しんざんけん ろうし） *
声 - 石丸博也
功夫編の主人公。心山拳唯一の伝承者。高齢にさしかかり技が衰えたのを機に、後継者を探しに下山する。穏やかな外見とは裏腹に、熱い闘志を秘めている。

心山拳師範（しんざんけん しはん） *
功夫編の最終的な主人公。功夫編で継承者となった弟子がこの名前で最終編に登場する。
バトルでは、様々な技に反撃できる心山拳の技の数々、および3人それぞれの個性を持った独自の技を使える。なお、スーパーファミコン版では修行の仕方によって一部の技を修得できない不具合が起こることがある。
レイ・クウゴ *
声 - 上田麗奈
天涯孤独の野盗の娘。男勝りな性格で身のこなしが軽く、その素早さを生かして、竹林でひとり野盗暮らしをしていた。老師に襲いかかったが返り討ちにされ、それが縁で弟子入りする。老師の事を「ジジイ」と呼ぶが、最終戦後に一度だけ「お師匠さん」と呼ぶ場面が存在する。また、レイが生き残った場合には仲間達に対しての感情を吐露することから、仲間思いな一面も垣間見える。最終編にプレイヤーキャラクターとして登場できる可能性のある唯一の女性キャラクター。
サモ・ハッカ *
声 - 水島裕
ユンファの市場で有名な食い逃げ犯。食い逃げしたところを老師に取り押さえられ、その際にその体格と力を見込まれて弟子になった。恐ろしい程の食欲を持つ大食漢で、体力と力に秀でているが、本人も述べる通り頭（知力）はやや弱い。その体格から周りに馬鹿にされてきた為、自信が持てずにいるが他人には優しい性格である。
ユン・ジョウ *
声 - 下野紘
ウォンの町で祖母と二人で暮らす心優しき少年。不良に脅され仕方なくスリを働いていたが、老師に助けられ、自分も強くありたいと弟子入りを志願する。修行仲間が疲労困憊する中、夜通しで修行を続ける等、人一倍使命感が強い。

サンダウン・キッド *
声 - 大塚明夫
西部編の主人公。放浪の旅をしている凄腕のガンマン。お尋ね者となっている。
実は犯罪者ではなく、かつては名保安官として名が知られていた。だが、その噂を聞きつけ彼の元へ集まる無法者が絶えず、かえって彼の町は治安が著しく悪化してしまったため、自らの首に賞金をかけ町を離れた。
バトルでは銃撃による遠距離攻撃がメインとなる。最終編ではレベルアップにより、さらに強力な銃技を覚えていく。
高原 日勝（たかはら まさる） *
声 - 関智一
現代編の主人公。ただ強くなりたいという一心から、世界最強を目指す格闘家。相手の技を見切り、自分の技として習得することができる。
バトルでは、様々な格闘家から学んだ格闘術を使いこなす。なお、現代編で習得しなかった技も最終編でレベルアップにより習得できる。
アキラ *
声 - 赤羽根健治、三上枝織（幼年期）
近未来編の主人公。フルネームは田所 晃（たどころ あきら）。妹のカオリと共に孤児施設「ちびっこハウス」に世話になっている。幼い頃、機動隊隊長だった父・タダシ（声 - 杉田智和）をクルセイダーズに殺された過去を持ち、その頃から超能力に目覚める。無法松という人物を慕っており、彼のタイヤキ屋を手伝っている。
フィールド上で人に向かってYボタンを使うと、人の心を読む能力を使用できる。近未来編もしくは最終編の戦闘で、アキラが生存している場合は逃げるコマンドが「テレポート」に置き換わり、これを選択した場合は戦闘後に別の場所へ勝手にワープする場合がある。最終編ではこのテレポートでしかたどり着けない場所が存在する。
バトルでは、超能力で思念を送り込むことによる広範囲攻撃や、ステータス低下、行動異常・妨害による封殺やサポートを行う。
キューブ *
SF編の主人公。メカニックのカトゥーによって作られた学習機能付きロボット。カトゥーのような帽子と眼鏡を着用している。その丸く愛らしい外見とは逆の発想で「キューブ」（英語で立方体の意）という名前を付けられる。なお、他の主人公と違いストーリーを進めて名前を正式登録（入力）するまでは自動的に仮の名前になる。
SF編では、最終ボス戦以外で直接バトルを行うことはない。ロボットのためレベルアップしない（戦っても経験値を獲得できない）が、最終編では強化パーツや特殊なアクセサリーで能力をパワーアップできる。
オルステッド *
声 - 中村悠一
中世編の主人公。闘技大会で優勝し、アリシア姫との婚約権を手に入れた屈強の剣士。攫われた姫を助けるため魔王討伐の旅に志願し民衆から英雄と称えられるが、とある行動から逆境に立たされ、恐怖が形になったものを乗り越えた先に悲劇に見舞われる。
中世編では基本的に喋らないが、ラストシーンでのみ台詞がある。
バトルでは剣を利用した攻撃を使う。レベルアップすることで勇者ハッシュと同じ技も修得できる。
演劇版『魔王降臨』では、オルステッドに相当する人物が「ラディ＝オルステッド」というフルネームに設定されており、仕立て屋の息子で傭兵という設定が付けられている。

### 原始編の登場人物
ゴリ *
声 - 安元洋貴
ポゴの親友で、いつも行動を共にするゴリラ。ポゴとは幼い頃から兄弟のように育った。最終編にも一部登場する。
べる *
声 - 高森奈津美
生贄の身だったが、逃亡しポゴたちの前に現れた美少女。最終編にも一部登場する。
ざき *
声 - 堀川りょう
ポゴ達と敵対するクー族の戦闘隊長。股の間に守り神のトカゲをぶら下げている。最終戦直前に仲間に加わる。最終編にも一部登場する。
長老
声 - 多田野曜平
ポゴ達の部族のキビシイ長老。若いポゴに狩りなどを教えるが、掟を破ってしまったポゴ達を追放する。
クー族
ポゴ達と少し離れたところに住む別の部族。生贄の儀式のため女性を捧げるが、逃げ出したべるをポゴが匿ったために敵対することになる。ざきはクー族の司祭（声 - 玄田哲章）の命令でべるを追っていた。
おーでぃーおー
クー族に崇められ、生贄を捧げ続けられていた恐竜。説明書ではスーパーファミコン版・Wii Uバーチャルコンソール版ともに「オディオサウルス」という別名でも表記されていた。

### 幕末編の登場人物
とらわれの男 *
声 - 大塚芳忠
日本の革新のために動く北辰一刀流の使い手。尾手城にとらわれの身となっている。江戸時代に実在した人物がモデルで、エンディングでその正体が明かされる。最終編にも一部登場する。
カラクリ丸 *
声 - 桜祐
からくり源内の製造した人形。隠しキャラであり、必ずしも仲間になるわけではない。容姿はおぼろ丸そっくりだが髪の色は緑で、技も良く似たものを使うが、一部独自の技もある。ネズミが苦手で、目の前にすると暴走する。高いところから落下したり、長時間水に浸かったりすると壊れる。
お館様
声 - 麦人
ハヤテ
声 - 杉田智和
炎魔忍軍頭目。密命におぼろ丸を推薦した。
からくり源内
声 - 千葉繁
尾手城内部に存在するあらゆるカラクリの作り主。自身の肉体もカラクリ仕掛けにしてしまった平賀源内。随所に英語を交えた口調で話す。尾手に協力し、カラクリ丸を作り出す。
天草 四郎
声 - 石田彰
尾手に組し、要人を捕らえた金髪の男。牢の地下でとらわれの男を見張っており、自ら不死の身を名乗る。
ストーリーの進行内容によっては戦いを避けることもできるが、この際もエンディングでは姿のみを見られる。
淀君
声 - 甲斐田裕子
尾手の娘を名乗る謎の姫。展開によっては尾手忍軍の忍び達に襲われており、おぼろ丸に助けを求める。だがその正体は妖艶な化け物で、色仕掛けでおぼろ丸に襲い掛かる。
宮本 武蔵
声 - 柴田秀勝
尾手が呼び出したかつての剣豪の魂。強い者を求めて彷徨う。
尾手 院王（おで いおう）
声 - 若本規夫
尾手藩藩主。悪魔に魂を売り渡し、幕末の動乱に乗じて日本を乗っ取ろうと画策する。

### 功夫編の登場人物
孫子王
声 - 堀内隼人
ウォンの町を荒らす不良少年のリーダー。ユンを無理やり子分にし悪事を働かせていたが、老師に破れ退散。その後、義破門団に入り老師に復讐を誓う。
ユンの祖母
声 - 佐藤麻子
ウォンの町に住んでいる。不良の孫子王に付き合うユンのことを心配している。
ホイ飯店主
声 - 杉田智和
ユンファの市場で有名な飯店の店主。サモが老師に弟子入りする以前はその食い逃げに悩まされていた。後に、孫子王達に店を荒らされ、老師の道場に助けを求める。
オディワン・リー
声 - 櫻井孝宏
町外れで大きな道場を構える謎の拳法集団「義破門団」の師範代。イーペイコウ、チャン・リン・シャン三姉妹など凄腕の拳士達を従えている。

### 西部編の登場人物
マッド・ドッグ *
声 - 古川登志夫
サンダウンの首をしつこく追い続ける賞金稼ぎ。しかし、決闘の度にことごとく打ち負かされている。女性には弱く、アニーから頼まれ仕方なく一時休戦してサンダウンと協力する。最終編にも一部登場する。また頭の回転も速くサンダウンと自分の二人だけでは、クレイジー・バンチには数の差で勝てないという理由からサクセズタウンの人間らを煽って罠を仕掛けさせることを提案し、間接的に協力させる。とあるシーンではサンダウンの実力を肯定的に吐露するところがある。
なお、メニュー画面などでは「マッドドッグ」と表記される。
保安官
声 - 稲田徹
サクセズタウンの保安官。町の住人の安全を考え、クレイジー・バンチに対し消極的な策を取っていた。しかしサンダウン達に心を動かされクレイジー・バンチに立ち向かうことを決意する。仕事は一番早い。
ビリー
声 - 大空直美
保安官の幼い一人息子。消極的な策しか取らない父親を臆病者と呼び、嫌っていた。子供なので仕事は非常に遅いが、彼にしか扱えない罠アイテムがある。
マスター
声 - 杉田智和
町唯一の酒場「クリスタル・バー」のマスター。彼のバーが作戦本部となる。仕事も普通にこなせるが、彼と話して一杯もらうことで時間を潰すこともできる。
アニー
声 - 沢城みゆき
マスターの妹。美人だが非常に気の強い女性。積極的にクレイジー・バンチの悪事に抵抗する。仕事のスピードも非常に早く、彼女にしか扱えない罠アイテムもある。
石渡によるイメージイラストではロングヘアーだが、ゲーム中の髪型はポニーテールとなっている。
ジェンマ、ウェイン、クリント、セザール
声 - 三苫紘平、影山貴広、森高さとし、桜祐
酒場でやさぐれている四人組の男達。アニーから立派なのは名前だけだと馬鹿にされ、中でもセザールは事あるごとに震える。仕事の早さは、ジェンマ>ウェイン>クリント>セザールの順である。
また、ウェインには共に宿屋を経営する妻（ウェイン夫人〈声 - 林りんこ〉。HD-2Dリメイク版では"ダラス"という名前がつけられた）がおり、彼女は夫よりもしっかり者で仕事も早い。
サンチョ、デロス、パンチョ
声 - 時田貴司、高田べん、堀内隼人
三人組の旅の音楽隊。たまたまサクセズタウンにたどり着いたところ、事件に巻き込まれる。楽器以外のものを持つのは久しぶりのため、仕事の方はパンチョ、サンチョはセザールより早い程度。デロスは罠を仕掛けずにサボることがあり、依頼直後に帰ってきたときはサボっていた証拠である。
なお、ゲーム中で彼らが演奏している曲の名前は「Sancho・de・Los・Panchoz」であり、彼らのうち誰かが罠を仕掛けに外へ出ている間は、その担当パートの音が無くなる。
O・ディオ
声 - 柴田秀勝
町を荒らす無法者集団「クレイジー・バンチ」のリーダー。ガトリング砲を使った強力な攻撃を得意とする。全滅したはずの第7騎兵隊唯一の生き残りだと言われている。その正体はディオを倒した後に明らかになる。

### 現代編の登場人物
ナムキャット
声 - 下野紘
若くしてムエタイの頂点に立ち、「神の右足」と呼ばれる闘士。切れ味の鋭い足技を使いこなす。
グレート・エイジャ
声 - 坂口候一
骸骨の覆面をしたルチャリブレのルード（悪役）レスラー。日本出身。噛み付き攻撃など卑怯な戦法を主に使う。
トゥーラ・ハン
声 - 大塚芳忠
素手による殺人技を得意とする軍人。関節技を意のままに操る。
森部 生士（もりべ せいし）
声 - 秋元羊介
日本古来の武術、喧嘩殺法・骨法の伝承者。若い高原に格闘技界への新風を期待する。彼の必殺技は地味ながらどちらも強力。
スーパーファミコン版の取扱説明書では「もりべ せいじ」とふりがなが振られていたが、HD-2Dリメイク版では「もりべ せいし」となった。
マックス・モーガン
声 - 安元洋貴
ハリウッドスターとしても名を馳せるアメリカ人レスラー。派手な技を好む。HD-2Dリメイク版においては対戦相手選択時の顔グラフィックから髭が無くなった（バトル時には髭あり）。
ジャッキー・イヤウケア
声 - 杉田智和
横綱になれなかったことから、相撲を捨て異種格闘技の世界へ乗り込んだスモウレスラー。その巨大な体格通り、大掛かりな技を使う。覚えられる技は2種類とされているが、腕や脚の状態異常時にのみ繰り出される強烈な技があり、受けることができればその技も覚えることができる。
オディ・オブライト
声 - 銀河万丈
最強を目指し魔人と化した破戒僧。高原が戦った6人の格闘家を抹殺し、最強の座を賭けて高原に襲い掛かる。彼の使う必殺技を覚えることはできない。
なお、スーパーファミコン版の戦闘画面では「オディー・O」と伸ばし棒付きで表記される。HD-2Dリメイク版では「オディ・O」に統一された。

### 近未来編の登場人物
無法松（むほうまつ） *
声 - 石川英郎
ハーレーに乗ったタイヤキ屋さん。根性で全てを乗り切る昭和男児。アキラの兄貴分で、アキラからは単に「松」と呼ばれている。タイヤキ屋の売り上げでちびっこハウスの経営を陰から支える。暴走集団クルセイダーズとは何らかの因縁関係があり、敵対している。
本名は「マツイ ケンイチ」。本人は決して語らないが、かつて初代クルセイダーズのリーダーであり、アキラの父親を殺してしまった過去を持つ。
タロイモ *
声 - ノブオ（ペンギンズ）
カオリの飼っていたアカミミガメ「タロキチ」が死にそうだったところを藤兵衛によって液体人間のように液体化させ、ロボットの動力とする事で生まれ変わったアンドロイド。その際、藤兵衛が名前を間違えそのまま定着した。命を救ってくれたカオリとアキラを慕い、アキラに同行する。ロボットのためレベルアップしないが、キューブと同じくパーツでパワーアップができる。ボディは真鍮製。
ブリキ大王 *
「古代バビロニアの魔神」といわれるロボット兵器。壽商会の地下に収納されている。動力は強大な精神力であり、通常の人間では精神力が強まる液体人間化しない限り操縦は不可能。超能力を持つアキラが操縦者として適任であるかと思われたが、最初は動かすことができず、初起動は別の人物によって行われる。最終編にも一部登場する。
カオリ
声 - 三上枝織
アキラの妹。重い病気に冒されている。
妙子（たえこ）
声 - 下屋則子
ちびっこハウスで園長（声 - 佐藤麻子）と共にアキラやカオリ、他の孤児達（カズ（声 - 林りんこ）、アッキー（声 - 桜祐）、ユキ（声 - 大空直美）、ワタナベ）の世話を務める女性。アキラ達の母親や姉代わりのような存在。無法松に好意を持っており、彼を「ケンイチさん」と本名で呼ぶ。アキラが妙子の下着類を他の孤児に盗ませるイベントがあるため、妙子（や園長、ワタナベ）の名を冠したアイテムが多数存在する。
ワタナベ
声 - 上村彩子
ちびっこハウスの孤児の一人。アキラからは常に名字で呼ばれており（下の名前は不明）、アキラのパシリにされることが多々ある。唯一の肉親であった父親は行方不明になっているが、生きていると信じているらしく、その帰りをいつまでも待っている。
藤兵衛（とうべえ）
声 - チョー
町外れにある何やら胡散臭い古道具屋・壽商会（コトブキしょうかい）を営む変わり者の発明家。しかしそれは世をいつわる仮の姿であり、本当は天才科学者。自らの体をサイボーグ化している。
クルセイダーズ
町にはびこる、ドクロヘルメットを被った暴走集団。かつては反体制を訴えるグループとして結成されたらしいが、今やその面影はない。連続誘拐事件に関わっているらしく、怪しい動向を見せている。
雲龍（うんりゅう）
声 - 千葉繁
日暮里にある謎の寺・御出居寺の住職。寺の周りには大量のインコが住み着いている。
シンデルマン
声 - 中尾隆聖
天才科学者であり、筑波研究所で液体人間を動力に動くロボットの研究をしている。かつては藤兵衛の同僚だった。
ワタナベ コウゾウ
声 - 時田貴司
かつてのシンデルマン教授の助手であり、孤児・ワタナベの父親。世間的には行方不明者として扱われているが、実はシンデルマンによって試作型液体人間ロボット「W1号」に改造されており、筑波の研究施設に潜入したアキラたちに襲い掛かる。
ヤマザキ
声 - 玄田哲章
陸軍総帥。無法松を目のカタキにしていた。雲龍、シンデルマンらと組み、液体人間計画を進める。
隠呼大仏（インコだいぶつ）
御出居寺の裏の池に鎮座する、巨大なインコのような姿をした大仏。ヤマザキら三人の手により、彼らが信奉する御出居（おでお）様なる存在を降臨させるため、2000人分（60000リットル）の液体人間を捧げられて動き出した。
HD-2Dリメイク版では名前が「大隠呼像（だいインコぞう）」に変更された。
モデルは発売当時、カルト宗教として話題となっていたオウム真理教。
近未来編のシナリオを担当した井上信行は後年、代表を務めるさよならおやすみ株式会社のtwitterで、半年後に地下鉄サリン事件が起きた際には、本作で同教団を揶揄したことによって自分達もポアされるのではないかと内心怯えていたと回想している。

### SF編の登場人物
カトゥー
声 - 石田彰
日本人のメカニック（機械技師）。キューブの製作者。ロボットを動物や小さな子供のように優しく扱う。カークやレイチェルに対する愚痴をヒューイに対して打ち明けている所から彼との仲は特に問題は無かった様である。
スーパーファミコン版の説明書では名前が初期設定の「カトゥ」と表記されている他、各クルーの肩書きの設定も実際のゲームとは一部異なっている（攻略本では全てゲームと同じ設定に修正されている）。
HD-2Dリメイク版ではヨシユキ・カトゥーというフルネームが設定された。
ヒューイ
声 - 佐々木望
貨物管理、船長補佐。いつかは船長の資格を取得しようと日夜努力する真面目な性格だが、船長試験の成績はあまり良くないらしい。レイチェルとは元恋人だが、煮え切らない性格のせいでふられてしまった。彼女を陰ながら今でも愛している。最悪な人間関係の乗組員の中で、唯一他人を罵倒することの無かった人物。
HD-2Dリメイク版ではヒューイ・トランブルというフルネームが設定された。
カーク
声 - 井上和彦
パイロット（航海士）。ガラが少し悪く派手好きな性格。レイチェルの今の恋人で、ヒューイと仲が悪い。嫉妬深く短気で度量の小さい性格からヒューイを一方的に罵倒し、それを見ているカトゥーに不快感を与える船内一のトラブルメーカーである。ゲーム「キャプテン・スクウェア」にはまっている。
HD-2Dリメイク版ではカーク・ウェルズというフルネームが設定された。
レイチェル
声 - 甲斐田裕子
オペレーター（通信技師）。船内では唯一の女性。ヒューイの元恋人で、今はカークと愛し合っている。思い込みが激しく感情的なところがある。ヒューイとカークといった今と過去の恋人のタイプの違いからカトゥーに異性として不信感及び不快感を懐かれている。カークと共に船内の人間関係を最悪なものとしている元凶である。
HD-2Dリメイク版ではレイチェル・クラインというフルネームが設定された。
ホル船長
声 - 稲田徹
民間輸送船コギトエルゴスム号の船長。乗組員達から信頼を得ている人格者だったが、なぜか部屋に閉じこもり挙動がおかしくなっていく。

HD-2Dリメイク版ではホル・ビショップというフルネームが設定された。
ダース伍長
声 - 内田直哉
異種生命体「ベヒーモス」輸送任務のため、惑星マシーナから積荷と共に船へ乗り込んだ軍人。極度の機械嫌いでキューブを邪険にするが、エンディングでその理由が明らかになる。
ベヒーモス
惑星マシーナで宇宙軍が捕獲した新種の生命体。美しいエメラルド色の毛並みをした大型四足歩行の生物で、能力・生態系などは全て不明。鋭く大きな2本の牙を持ち、恐ろしい雄叫び声を上げる。積荷として船の地下の倉庫に入れられているが、何者かの手引きにより脱走し、船内を徘徊するようになる。
HD-2Dリメイク版ではSHVC-5Vという識別番号が新たに割り振られている。
OD-10/コギトエルゴスム
コギトエルゴスム号を管理するメインコンピュータに搭載された人工知能。その役割は「船内の調和を維持する」こと。船内の端末室などを通してキューブにアドバイスを授けるが、次第に不審な動きが目立つようになる。後に仮想空間内で「マザーCOM」としてキューブの前に現れる。
HD-2Dリメイク版では10代目のAIであることから、デシムという通称が設定された。

キャプテン・スクウェア (CAPTAIN SQUARE) *
声 - 杉田智和
コギトエルゴスム号のリフレッシュルームに設置されているゲーム、およびそのゲームの主人公。「ARUMAT SOFT」から発売されたという設定。全9ステージを通常のバトルと同じ形式で戦っていく。シナリオの進行には直接関係しないミニゲームであり、ゲーム内のバトルの勝敗は展開に影響しない。実際に操作するときの名前はキューブと同じになる。
スーパーファミコン版では2099年製のゲームとされていたが、HD-2Dリメイク版では1994年9月2日発売のレトロゲームであると新たに設定され、根強いファンが多く、毎年ハイスコアを競う大会が開かれることがTIPSで語られている。一方で、エンディングクレジットはスーパーファミコン版と同じ「ARUMAT SOFT 2099」のままとなっている。
物語終盤にて、キャプテン・スクウェアの筐体が思わぬ形でキューブ達を助けることとなる。

### 中世編の登場人物
ストレイボウ *
声 - 程嶋しづマ
オルステッドの親友でかつライバル。魔法を使った攻撃が得意。オルステッドと共にアリシア救出の旅に出るが、途中魔王山の罠（落盤）にかかり、消息を絶つ。その後も生死不明だったが、ラストで真実が明らかになる。
演劇版『魔王降臨』では、ストレイボウに相当する人物が「シーザ＝ストレイボウ」というフルネームに設定されており、魔法学校の主席という設定が付けられているほか、行方不明の妹イレーヌが存在する。
ウラヌス *
声 - 麦人
かつてハッシュと共に魔王を倒した僧侶。聖なる回復魔法を得意とする。ファミリオの村に隠居し穏やかに余生を送っていたが、魔王が復活したことを聞き、山に篭った勇者ハッシュを説得するためオルステッド達の旅に同行する。オルステッドの良き理解者でもある。高齢のためレベルアップで能力は成長しないが、強力な魔法を覚えることができる。
演劇版『魔王降臨』では、ウラヌスに相当する人物は登場しないが、彼のポジションとして代わりに「サブリナ＝ノルス」という女性が登場している。
ハッシュ *
声 - 菅生隆之
かつての伝説の勇者。なぜか人間嫌いとなってしまい、勇者の山で一人で暮らしていたが、ウラヌスに諭され再び世界を救う戦いに身を投じる。オルステッドと同じく剣の使い手で、最初から強力な剣技を使える。彼の技はオルステッドが覚える技と共通している。ウラヌスと同じく高齢のため、レベルアップでの能力の成長や新たな技を覚えることはない。
演劇版『魔王降臨』では、ハッシュに相当する人物が「ハッシュフォード＝ワイズマン」というフルネームに設定されている。
ルクレチア王
声 - 多田野曜平
ルクレチアの王。武術大会を開き、娘のアリシアの婿候補を選ぶ。
演劇版『魔王降臨』では、国王に相当する人物が「ユリウス＝ブルターク」というフルネームに設定されている。
アリシア
声 - 荒川美穂
ルクレチアの王女。武術大会で優勝したオルステッドと婚約するが、蘇った魔王に連れ去られてしまう。

演劇版『魔王降臨』では、アリシアに相当する人物が「アリシア＝ブルターク」というフルネームに設定されており、武術大会が開かれた理由が、彼女が政略結婚を嫌い、勇者ハッシュの様に強い男と結婚したいと願ったためとされている。
大臣
声 - 杉田智和
ルクレチアの大臣。ルクレチアの過去の歴史に詳しい。しかし、かつての魔王討伐に協力していたウラヌスを見ても、ハッシュが同行していない時に小汚いジジイと言うなど、肩書きによる色眼鏡で人間を見ている面があり、とある人物が脱獄した際にも命乞いをするなど非常に無礼で虫がいい。
魔王
声 - 安元洋貴
20年前に突如現れ、魔王山を築いたとされる存在。かつてルクレチアに攻め込みアリシアを身ごもったお妃様をさらったが、勇者ハッシュ達に倒された。しかし再び現世に姿を現し、武術大会の晩にアリシア姫をさらう。

### 最終編の登場人物
アムルクレチア
声 - 杉田智和
本能のダンジョンの地底湖に住む巨大魚。人間の言葉を理解し、関西弁を話す。ルクレチア王国が出来る前から地底湖に住んでいるためルクレチアの歴史に詳しく、条件を満たすと様々な情報を教えてくれる。
HD-2Dリメイク版では彼を倒すことで最終編のTIPSが解禁される。
ボイスハート
声 - 若本規夫
技のダンジョンに登場する、太った体格の謎の格闘家。
スーパーファミコン版ではオカマ口調で、主人公達に対して愛をささやきながら執拗に追いかけてくる。最奥の部屋で倒さない限り何度倒しても復活する。
HD-2Dリメイク版では外見はそのまま性格と口調が変更され、正々堂々とした戦いを好む血気盛んな性格に変更されている他、一度倒した通路では再出現しなくなった。
開発スタッフの井上信行によると、名前の由来はアメリカの歌手ユニットのボイス&ハート。
ジャギィイエッグ
声 - 中尾隆聖
時のダンジョンに潜む怪物たち。ダンジョンが闇に閉ざされると獲物に襲いかかる。
アポフィスフィオ
声 - 柴田秀勝
力のダンジョンの門番として登場する魔人。最強の力を求める者の腕を試す。
ユラウクス
声 - チョー
知のダンジョンで彷徨う古代兵器。失った自らの頭脳であるダイオードを探している。
デスプロフェット
声 - 安元洋貴
臆病者に襲いかかる黒豹。石化攻撃を得意としており、尻尾を攻撃されることを嫌う。
ヘッドプラッカー
異次元空間へ迷い込んだ者に死を与える剣士。
魔王オディオ
声 - 中村悠一
全てを失い憎しみにとらわれたある人物が異形の姿に変貌したもの。中世編に登場した「魔王」とは比べ物にならないほどの力を持つ。
Sinオディオ
HD-2D版に新たに追加された魔王オディオの憎しみが本人でも抑えきれず暴走して異形化した存在。

### ワタナベ親子
本作の全9本のシナリオの全てに共通するキャラクターとして「ワタナベ親子」が存在する。出現条件はシナリオによって様々で、西部編や中世編のようにシナリオに組み込まれていて必ず見られるものや、現代編のように発生条件が厳しいもの、功夫編や幕末編のようにイベントの進め方によっては見られなくなってしまうものもある。基本的に父親がやられ役で、息子が泣くという共通点が存在する。名前が登場する場合は全て「ワタナベ」およびその変形となっている。
HD-2Dリメイク版の声優は原始編以外は時田貴司（ワタナベ父、ただし功夫編のみワタナベ息子）と上村彩子（ワタナベ息子）、原始編は杉田智和が担当。
- 原始編 - 特定のイベントをこなした後、落とし穴のある洞窟に戻ると姿を見ることができる。落とし穴を体を張って息子を渡らせる父だが、息子が渡りきると力尽きて落下してしまう。
- 幕末編 - 鼠小僧としてワタナベ家の親子が城に潜入し小判を手に入れようとするが、気配を察知され父親が槍で刺され死亡。なお、イベント発生前に気配を察知するはずだった人物と交戦していた場合（斬ったかどうかに関わらず）、その隙に親子が小判を無事持ち去っていなくなってしまい、HD-2Dリメイク版ではおぼろ丸が抜け忍になった際に炎魔忍軍との連戦の途中で一瞬再登場する。
- 功夫編 - サモが継承者になった場合にのみ登場。かつて殺害された父の敵討ちのため、息子がワン・タンナベ拳継承者として義破門団の本拠地に乗り込むが、奥義「怒髪天突拳」が不発に終わって自爆してしまい、逃走した。
- 西部編 - 必ず登場。夜明けにサクセズタウンに流れ着くが、父親がサクセズタウンに襲来したクレイジー・バンチに撃たれて死亡。息子の名はワット。
- 現代編 - グレート・エイジャ戦にて、エイジャが右下に背を向けている状態で高原が青いエフェクトで能力値ダウンを起こす「カミツキ」を受けると、エイジャの反則技に憤慨した客が場外から空き缶を投げつけるイベントが稀に起こる。怒り狂ったエイジャはリングを飛び出し、缶を投げた相手をボコボコにして戻ってくる。この缶を投げた人物こそがワタナベ父である。ただしこの際に名前や姿などは登場しない。
- 近未来編 - 必ず登場。息子はアキラと同じくちびっこハウスの孤児の一人であり、名字のワタナベで呼ばれている。父親のコウゾウは行方不明だったが、液体人間兵器「W1号」に改造されアキラと戦うこととなる。
- SF編 - 必ず登場。この編では人間ではなく、コギトエルゴスム号の通信用アンテナ（親子機）、ワタナベ式ウェイブステーション「ワタナベイション・システム」として登場。親アンテナが壊れ、その後子アンテナと共に宇宙の藻屑へと消える。
- 中世編 - 必ず登場。父親のワット・ナーベとストレイボウが武術大会の準決勝で対戦し、敗れる。
- 最終編 - オルステッド以外を主人公に選んだ場合に登場。本能のダンジョンの中で親子2人とも石化している。アキラの超能力で心を読むとその真相を知ることができ、強力な防具を持ったボスに関するヒントが得られる。

ワタナベにした由来については、プロデューサーの井上信行の友人からとったことが2015年7月4日のWii U配信記念のニコニコ生放送で明かされている。小学館の『ライブ・ア・ライブ 公式冒険ガイドブック』では、全国の渡辺くんに対し悪気はないと謝罪した上で、みんなに好かれている全ワールド一の人気者と紹介されている。

## 移植版
| No. | タイトル           | 発売日         | 対応機種                               | 開発元                            | 発売元                        | メディア                                                                         | 型式 | 備考            | Ref.                        |
| --- | ------------------ | -------------- | -------------------------------------- | --------------------------------- | ----------------------------- | -------------------------------------------------------------------------------- | ---- | --------------- | --------------------------- |
| 1   | ライブ・ア・ライブ | 2015年6月24日  | Wii U                                  | スクウェア・エニックス            | スクウェア・エニックス        | ダウンロード （バーチャルコンソール）                                            | -    |                 | [ 12 ] [ 13 ] [ 14 ] [ 15 ] |
| 2   | ライブ・ア・ライブ | 2016年11月28日 | Newニンテンドー3DS                     | スクウェア・エニックス            | スクウェア・エニックス        | ダウンロード （バーチャルコンソール）                                            | -    |                 | [ 16 ] [ 17 ]               |
| 3   | ライブアライブ     | 2022年7月22日  | Nintendo Switch                        | スクウェア・エニックス ヒストリア | スクウェア・エニックス 任天堂 | ダウンロード （Nintendo Switchダウンロード） パッケージ コレクターズエディション | -    | HD-2Dリメイク版 | [ 18 ] [ 19 ]               |
| 4   | ライブアライブ     | 2023年4月27日  | PlayStation 4 PlayStation 5            | スクウェア・エニックス ヒストリア | スクウェア・エニックス        | ダウンロード コレクターズエディションII                                          | -    | HD-2Dリメイク版 | [ 20 ] [ 21 ] [ 22 ]        |
| 5   | ライブアライブ     | 2023年4月28日  | Steam (Microsoft Windows 10/11 64-bit) | スクウェア・エニックス ヒストリア | スクウェア・エニックス        | ダウンロード コレクターズエディションII                                          | -    | HD-2Dリメイク版 | [ 23 ]                      |

### 挿入歌
HD-2Dリメイク版にて収録。
GO!GO!ブリキ大王!!
歌：影山ヒロノブ
近未来編にて収録。

## リメイク版とSFC版との違い
全体(リメイク版)
目的地レーダーが追加。
マップが全体的に広くなった。
エンカウント率が低くなった。
タイトル下に小学館と各作家の名前がクレジットされるようになった。
原始編
SFC版にあった「べるが一瞬だけ裸になる」要素が削除
終盤お～でぃ～お～戦前にクー族の長老が「食べられて骨になる」演出が「王冠のみ」になるに変更
幕末編
アイテム「美しい帯」の追加。
功夫編
レイ・クウゴが技を覚えられなくなるバグが修正されている。
西部編
鐘の音が視覚的に分かるように画面に鐘の回数が表示されるようになった。
アイテム「アニーのシミーズ」なくなり「アニーの日記」が追加
現代編
再戦が可能になり、技を取りこぼした人への配慮がなされている。
グレート・エイジャ戦でのワタナベイベントで音声が追加されてわかりやすくなった。
近未来編
アイテム「妙子のパンツ」がなくなり「妙子のヘソクリ」に変更。
SFC版では心を読むとアキラの髪の毛が金髪になっていたがリメイク版ではブリキ大王を動かす時のみ限定で金髪になる。
SF編
SFC版では1キャラ分だったベヒーモスが巨大なモンスターとなった。
パワージャッキが回数制ではなくゲージ制になった(画面に表示される)。
中世編
SFC版ではアイテムを残しておくと最終編に持ち越せたが、仕様変更により中世編で取得していても最終編でも再び入手可能となった。
最終編
Sinオディオの追加
各キャラクターのエンディングでの原作絵(顔グラフィック)が削除された。

## 開発
開発経緯は、漫画雑誌『月刊コロコロコミック』（小学館）誌上の企画として、連載記事『よしりんゲームチャレンジ』（ゲームタイトル公開後は『よしりんのライブ・ア・ライブ』）にて描かれていた。それによれば、同誌の1993年12月号に漫画『おぼっちゃまくん』（1986年 - 1994年）を連載していた漫画家の小林よしのりが原始時代風のイラスト（後の原始編のイメージイラスト）を発表し、そのイラストのゲームを作ってくれるゲーム会社を募集したことが事の発端とされる。その募集に対しスクウェアが名乗りをあげ、そこから『ライブ・ア・ライブ』の開発がスタートすることとなる。ただし、同誌におけるこの開発経緯は、前触れもなく他の6名の作家が参加するなど、全編ギャグ調となっていた。
一方、本作のディレクターである時田貴司へのインタビューでは「漫画家の起用の前にまずオムニバス制というものを考えていた」、「基本的には開発スタッフとも相談してこちらのリクエストに応えていただいた形です。」と答えている。

### リメイク版
本作の続編やリメイクは何度も考案されていたが、条件が合わず実現しなかった。ニンテンドーDSのころに続編企画が立てられた際には、ファンの熱量が会社に伝わりにくく頓挫している。
開発のきっかけは時田がHD-2D作品の『オクトパストラベラー』の開発チームに合流したことであり、そこで企画を立ち上げる際にHD-2Dを使用した『ライブ・ア・ライブ』をリメイクする話が出てきたことから実現した。企画が始まったのは2019年で、開発には3年かかった。
声優の大半はオーディションなしで時田が指名しており、当時から時田がイメージしていた人物や、時田と仕事をしたことのある人物、『ライブ・ア・ライブ』を好きと言っていた人物が選ばれている。べる役のみオーディションで選ばれており、台詞のないキャラクターであることから声質の雰囲気を活かすことを考慮して、『ライブアライブ』を知っている人物でオーディションが行われ高森奈津美に決定した。

## スタッフ

### 製作スタッフ
- ディレクター、シナリオライター（幕末編、功夫編、西部編、現代編、SF編、中世編、最終編）：時田貴司
  - その他製作に参加したソフトは『半熟英雄』、『ファイナルファンタジーIV』など。『半熟英雄』やFFシリーズなどから受け継がれたネタが本作にもいくつか存在する。また、後に時田が担当した『半熟英雄 対 3D』の最初のシナリオは逆に今作の最終編を元ネタにしている。
- シナリオライター（原始編、近未来編）、バトルデザイン、バトルディレクター：井上信行
  - 本作製作後『聖剣伝説 LEGEND OF MANA』、『サガ フロンティア』、退社後は『マジカルバケーション』のシナリオライター、『MOTHER3』のディレクターを務め、後に株式会社ブラウニーブラウンの取締役を務める。本作品発売後に制作された作品に、本作品をモチーフにした表現がいくつか見られる。
- メインプログラム：深谷文明
- バトルプログラム、メニュープログラム：村上和久
- イベントデザイン：時田貴司、大熊英穀、鈴木和巨海
- マッピング・アート：川平直也、佐々木由紀子、田中高春、阿比留優子
- バトルデータデザイン：清水康之
- メインキャラクターアート：加藤清文
- メイン背景アート：佐々木由紀子、田中高春、阿比留優子、茂木俊之、宮本由香
- モンスターアート：三舟二郎、小倉良則、宮本由香、倉島一幸
- バトル背景デザイン：田中高春
- バトルS.F.X.アート：坂口知義
- サウンド・プログラム：赤尾実
- サウンド・デザイン：菅原輝明
- 効果音：大友民男、三留一純、弘田佳孝、岡本康正、おおくぼしゅん
- ボイス効果音：全て当時のスクウェア社員が担当している。
  - 原始編：時田貴司、松村靖[注釈 8]
  - 功夫編：光田康典、筒井美佐子
  - 現代編：増田彰佳
  - 最終編：前川嘉彦、松村靖、光田康典、筒井美佐子、増田彰佳
- ツールサポート：小久保啓三
- 土佐弁監修：野村哲也
- パブリッシャー：岡宮道生、平田佳、渡辺典子
- コーディネーター：平田裕介、竹村仁志、くぼまさかず
- エグゼクティブ・プロデューサー：水野哲夫
- 音楽：下村陽子
  - 元カプコン社員。移籍前は『ストリートファイターII』等の音楽を担当しており、スクウェアに入社してからの初担当作品が本作となる。ゲームタイトル画面や最終編の通常戦闘で流れるBGMの曲名も「LIVE・A・LIVE」であり、この曲のフレーズが随所に使用されている。その他、スクウェアで作曲を担当したソフトは『スーパーマリオRPG』、『聖剣伝説 LEGEND OF MANA』、『キングダム ハーツ』など。スクウェア・エニックスを退社後もフリーの作曲家として活躍している。

### キャラクターイラストレーション
キャラクターデザインならびにイラスト
- 原始編：小林よしのり
- 幕末編：青山剛昌
- 功夫編：藤原芳秀
- 西部編：石渡治
- 現代編：皆川亮二
- 近未来編：島本和彦
- SF編：田村由美
- 中世編：漫画家による公式イラストは存在しない。ただし、他の編の主人公達と同様、当時スクウェアのスタッフであった宮本由香（現・yuka、後の代表作『とーとつにエジプト神』）によるデフォルメされた公式イメージイラストが攻略本などで使用されている（攻略本の奥付ではノンクレジット）。なお、デフォルメイラストは同じくスタッフだった加藤清文によるドット絵から起こされたものとなっている[2]。

主人公らのキャラクターイメージは、ゲーム本編では最終編の真のエンディングの最後にて、主人公に選んだキャラクターひとりのみ確認できる（心山拳老師とオルステッドを除く）。

#### HD-2Dリメイク版
- 生島直樹が全編のイラストを担当。

## 評価
ゲーム誌『ファミコン通信』の「クロスレビュー」では、8・7・7・7の合計29点（満40点）、『ファミリーコンピュータMagazine』の読者投票による「ゲーム通信簿」での評価は以下の通り、24.5点（満30点）となっている。
| 項目 | キャラクタ | 音楽 | お買得度 | 操作性 | 熱中度 | オリジナリティ | 総合 |
| 得点 | 4.2        | 4.1  | 3.9      | 3.9    | 4.1    | 4.3            | 24.5 |

1994年12月発売のゲーム雑誌『ゲーム批評 Vol.02』 誌上のレビュー記事にて本作が酷評されていた。レビューを担当したのは、当時「反スクウェア」の立場として知られていた同誌の編集長、ケロリーヌ斎藤こと漫画家の斎藤亜弓であった。
2022年2月のHD-2Dリメイク版発売発表にあたって、ディレクターを担当した時田貴司が当時を振り返り「クロノトリガーを仮想敵に、負けない作品を！とやりたいことを全てぶち込んだ作品です」と明かし「当時はヒットとはならず、その後クロノトリガーの制作に入るという悔しい思いをしました。」とも綴った。

## 関連商品

### 書籍
『ライブ・ア・ライブ 公式冒険ガイドブック』 ISBN 4-09-102492-0 / 小学館（ワンダーライフスペシャル） 1994年10月1日
中世編を除く各編を担当した漫画家による設定画を収録。他では見られない各サブキャラクターのイメージイラストも見る事ができる。
『ライブ・ア・ライブ 完全攻略ガイドブック』 ISBN 4-87188-331-0 / NTT出版 1994年10月21日
コラムとして開発陣のインタビューを収録。漫画家による原画イラストは同業他社が著作権を有する関係で使用されておらず、キャラクターはデフォルメイラストのみが用いられている。
『ライブ・ア・ライブ 完全攻略ガイドブック Limited Edition』 ISBN 4-87188-340-X / NTT出版 1994年10月21日
上記の通常版とほぼ同内容だが、この限定版はハードカバー仕様となっており、シングルCDが付属している。8曲のバトルBGMを1つに繋げてアレンジを施したメドレー「Battlissimo」と、届かぬ翼（中世編フィールドテーマ）のアレンジ「Forgotten Wings 〜忘れられた翼〜」の2曲を収録。また、巻末には下村陽子によるライナーノーツも数ページ追加されている。
- スーパーファミコン版の取扱説明書には、小学館より全7作家の独占インタビューを収録した「完全ガイドブック」の発売予定が記されていたが、これは実現せず、上記のいずれの攻略本も漫画家によるインタビューは収録されていない。

『ライブ・ア・ライブ/ピアノソロ』 ISBN 978-4902438857 / スカイポートシステム 2014年9月15日
本作の20周年を記念して、メインテーマ「LIVE・A・LIVE」と功夫編のテーマ「鳥児在天空飛翔 魚児在河里游泳」を原曲に近いピアノソロアレンジにしたピアノスコア（楽譜）を収録。編集・編曲は羽田航祐。
『ライブアライブ オリジナル＋HD-2D イラストレーションズ』 ISBN 978-4-7575-8542-3 / スクウェア・エニックス（SE-MOOK） 2023年4月27日
オリジナル版を手掛けた漫画家7名とスクウェアスタッフ、およびHD-2D版を手掛けた生島直樹による公式イラスト等を収録した画集。
『超級!! ライブアライブ 近未来編』 ISBN 978-4-7575-8538-6 /スクウェア・エニックス（ビッグガンガンコミックス） 2023年4月27日
近未来編のキャラクターデザインを担当した島本和彦自身による同人誌(2018年発表)を、公式に発売した近未来編コミカライズ。全1巻。リメイク版発売に関連しSNSで発表したコミックも収録している。

### サウンドトラック
オリジナルサウンドトラック
「ライブ・ア・ライブ オリジナル・サウンド・ヴァージョン」 NTT出版・プライエイド・レコーズ 1994年8月25日
スーパーファミコン版のサウンドトラック。本作のサウンドテストでは聴けないものも含め、ほぼ全曲を網羅した全41曲を収録している。ただし、ゲーム上で演奏を変更した一部の曲・もしくはアレンジ違い（「CRY・A・LIVE」のソロバージョン、「届かぬ翼」の回想時バージョンなど）は未収録。また、ゲーム中のサウンドテストとは一部表記が異なる曲名もある。ループする曲は基本的に1ループのみ収録されている。付属のブックレットには下村によるライナーノーツと、中世編を除く各編を担当した漫画家によるイメージイラストを収録。初回特典にはステッカーが付属していた。
「LIVE A LIVE Original Soundtrack」 スクウェア・エニックス 2008年7月25日配信開始 (iTunes)
スクウェア・エニックスが過去の名作ゲームのサウンドトラックをiTunes向けに配信する「SQUARE ENIX Presents Legendary Tracks」の第1弾として販売が開始された。内容は「オリジナル・サウンド・ヴァージョン」と同じ全41曲。配信開始当時、ダウンロードランキングで一時1位になったことが、下村陽子のブログで紹介された。
「ライブ・ア・ライブ オリジナル・サウンドトラック」 スクウェア・エニックス 2012年5月2日
「サントラ復刻キャンペーン第4弾」として復刻。「オリジナル・サウンド・ヴァージョン」の復刻に加え、ボーナストラックとして『ライブ・ア・ライブ 完全攻略ガイドブック Limited Edition』に付属していた「Battlissimo」と「Forgotten Wings 〜忘れられた翼〜」の2曲も併せた、全43曲を収録。旧「オリジナル・サウンド・ヴァージョン」に収録された41曲については曲名表記も含めそのまま変更はないが、ケース・CD盤面のデザインや付属のブックレットの内容が変更されており、漫画家によるイラストは一切使用されず、代わりにゲーム画面のグラフィックをそのまま使用している。作曲者の下村陽子によるライナーノーツも新たなものになっている。
スクウェア・エニックスe-STORE限定予約特典として、「GO!GO!ブリキ大王!!」新録ボーカルバージョンの収録されたミニCDが付属していた。
「LIVE A LIVE HD-2D Remake Original Soundtrack」 スクウェア・エニックス 2022年7月27日
HD-2Dリメイク版のサウンドトラック。CD2枚組。HD-2Dリメイク版で使用され、サウンドルームでも聴くことが可能な全50曲を収録している。先駆けて、限定版『ライブアライブ コレクターズエディション』にも同内容のCDが付属していた。
同日より、各配信サイトでもダウンロード販売が開始された。
コンピレーションアルバム
「スクウェア・エニックス バトル・トラックス Vol.1」 スクウェア・エニックス 2007年5月9日
スクウェア・エニックスが1987年から1996年に発売したRPGの戦闘BGMを中心に、全25曲を原曲のまま収録したコンピレーションアルバム。本作からはボス戦BGM「MEGALOMANIA」を収録。
「drammatica -The Very Best of Yoko Shimomura-」 スクウェア・エニックス 2008年3月26日
下村陽子の作曲家20周年記念アルバム。下村が手がけた複数の作品のBGMを、全て新規フルオーケストラ収録でセルフアレンジした全16曲を収録。本作からは功夫編テーマ曲「鳥児在天空飛翔 魚児在河里游泳」と、中世編フィールド曲のアレンジ「Forgotten Wings 〜忘れられた翼〜」を収録。
「memória! The Very Best of Yoko Shimomura」 スクウェア・エニックス 2014年3月26日
下村陽子の作曲家25周年記念アルバム。下村が手がけた複数の作品のBGMを、下村陽子本人がプロデュースして他のアーティストがアレンジした全12曲＋ボーナストラック4曲を収録。本作からは「Kiss of Jealousy」のHIDEAWAYSによるボーカルアレンジ（歌：加瀬愛奈）、「MEGALOMANIA」のHIDEAWAYSによるボーカルアレンジ（作詞：胡麻本りさ & 青野ジョセフ憲王、歌詞原案：時田貴司、歌：加瀬愛奈）を収録。さらに、ボーナストラックとしてこの2曲のカラオケバージョンも収録。
SQ MUSICシリーズ
「Chill SQ」 スクウェア・エニックス 2010年5月26日
スクウェアのゲームの名曲を様々なアーティストがリミックスしたアレンジアルバム「SQシリーズ」の第2弾。本作からは「WARM A LIVE〜LIVE OVER AGAIN」のRE:NDZによるアレンジを収録。
「More SQ」 スクウェア・エニックス 2011年3月2日
アレンジアルバム「SQシリーズ」の第3弾。本作からは「メガロマニア」のIdiot Popによるアレンジを収録。限定発売のアナログ盤「SQ TRAX」にも再録された。
「Battle SQ」 スクウェア・エニックス 2012年7月4日
アレンジアルバム「SQシリーズ」の第6弾。本作からは「KNOCK YOU DOWN!〜最強-VICTORY ROAD-」のMiss Modularによるアレンジと、「在中国的戦闘〜鳥児在天空飛翔 魚児在河里游泳」のThe LASTTRAKによるアレンジを収録。また、初回特典盤付属CDにはPsycheSayBoom!!!によるアレンジメドレー「LIVE A LIVE MEGAMIX」も収録。
「Beer SQ」 スクウェア・エニックス 2012年7月4日
アレンジアルバム「SQシリーズ」の第7弾。本作からは「WANDERER」のRFによるアレンジを収録。
「SQ Chips2」 スクウェア・エニックス 2012年7月25日
アレンジアルバム「SQシリーズ」の第8弾。本作からは「LIVE FOR LIVE」のSEXY-SYNTHESIZERによるアレンジを収録。
「Cure SQ」 スクウェア・エニックス 2013年12月11日
アレンジアルバム「SQシリーズ」の第9弾。本作からは「Go! Go! ブリキ大王!!」の川口義之と栗コーダーカルテットによるアレンジを収録。また、ヴィレッジヴァンガード購入者特典CDには『Chill SQ』収録の「WARM A LIVE〜LIVE OVER AGAIN」が再録された。
「SQ SWING」 スクウェア・エニックス 2014年5月28日
アレンジアルバム「SQシリーズ」の第10弾。本作からは「MEGALOMANIA」のRFによるアレンジを収録。
「Last SQ」 スクウェア・エニックス 2015年11月25日
アレンジアルバム「SQシリーズ」の第11弾で、SQシリーズの集大成にあたる。本作からは「届かぬ翼」のMegumi Shiraishi feat. Ayasaによるアレンジが新たに収録されている他、『Battle SQ』から「KNOCK YOU DOWN!〜最強-VICTORY ROAD-」と「在中国的戦闘〜鳥児在天空飛翔 魚児在河里游泳」、『SQ Chips2』から「Live for Live」、『Cure SQ』から「Go! Go! ブリキ大王!!」が再録されている。

### 演劇
- 2006年8月31日より、本作のディレクターである時田貴司をメンバーに迎えて劇団「R:MIX（アール ミックス）」による中世編を原作とした演劇『魔王降臨 Live SIDE & Evil SIDE』（作：時田貴司 (Live SIDE)、町田誠也 (Evil SIDE)）が公演され[41]、後にDVDも販売された[42]。ゲーム版『ライブ・ア・ライブ』から一部の設定や展開が変更されている。また、劇中曲は下村陽子を始めとする旧スクウェア作品を多く手がけた作曲陣が担当している。なお、この作品は同劇団の演劇である「魔のシリーズ」に属し、このシリーズには一部『ライブ・ア・ライブ』の中世編と共通する設定や用語も登場するが、世界観そのものは『ライブ・ア・ライブ』とは異なる独自の展開を見せている。また、本作以前のR:MIX作品にも『ライブ・ア・ライブ』を元にした設定が一部使用されている[注釈 11] が、当初は同人サークル的な劇団であったための二次創作であり[41]、2005年に町田と時田が結成した青春演劇ユニット「Pures」[43] の縁を経て時田が「R:MIX New Project」に参加した本作より以前の作品には、時田や下村は携わっていない。
- 2007年7月23日より公演された演劇『ストラルドブラグ 〜魔神邂逅〜』（作：時田貴司、脚本：町田誠也）は、上記の演劇版の設定を汲み、王家が滅んだ後のルクレチア共和国を舞台とした物語となっている（ただし中世編の人物は登場せず、内容的には中世編とのつながりはほとんど無い独立したシナリオ）。来場特典として、演劇『魔王降臨』のプロローグを漫画化した無料冊子『魔王降臨 -PROLOGUE-』（漫画：ねこ、全28ページ）が配布された[44]。2010年10月13日にはキャストを一新して再演された。
  - スクウェア・エニックスがモバゲータウンで配信する携帯電話向けオンラインRPG『エルアーク』にて、2009年11月25日に追加シナリオ『ルクレチア物語 —嘆きの聖都—』（シナリオ原案：時田貴司）が配信開始され、この『ルクレチア物語』は演劇『ストラルドブラグ』とシナリオの大筋が共通したものになっている。ただし、こちらは「本の中の世界を冒険する」という『エルアーク』の設定に合わせて一冊の単書の中の物語（作中作）となっているほか、登場人物の名前や設定、終盤のストーリー展開が演劇版とは異なるものとなっている。一部の地名も共通するが、『ライブ・ア・ライブ』との関連性は明言されていない。
- 2008年10月30日より公演された演劇『魔王転生 MAOUTENSYOU』（作・演出：町田誠也、監修：時田貴司）は、魔王オルステッドがルクレチアに降臨して復讐のまま虐殺と隷属を行い数年月を経た、その後の人々と魔王軍の戦いを描いている。

### ゲーム
- 2003年にPlayStation 2で発売された『半熟英雄 対 3D』の第1話はこのゲームの中世編を元にしたパロディシナリオになっており、オディオという名のボスキャラクターが本作と同様のセリフを喋っている。ただし、ストーリー自体は本作と関係はない。
- ニンテンドー3DS用ソフト『シアトリズム ファイナルファンタジー カーテンコール』の有料DLCの追加プレイ楽曲として、2015年2月18日より「MEGALOMANIA」、2015年3月18日より「鳥児在天空飛翔 魚児在河里游泳」が配信された。
  - 後にアーケード版『シアトリズム ファイナルファンタジー オールスターカーニバル』においても、追加配信のプレイ楽曲として、2017年10月25日より「MEGALOMANIA」、2018年4月25日より「鳥児在天空飛翔 魚児在河里游泳」、2018年8月29日より「LIVE・A・LIVE」が配信された。
- 2015年6月24日よりWii Uのバーチャルコンソールで配信開始。これに合わせ、『ライブ・ア・ライブ』20周年記念企画として、スクウェア・エニックスが配信するスマートフォンゲームとのコラボレーション企画が開催となる他、ニコニコ生放送で2015年7月4日・5日に「『ライブ・ア・ライブ』28時間ゲーム実況」が放送[45]。
  - 2015年6月30日から7月7日まで、『ファイナルファンタジー レジェンズ 時空ノ水晶』に中世編の主人公「オルステッド」がボスとして登場。期間中に出現するイベントクエストに参加することで、コラボ限定の召喚獣の力を宿した幻石「ピュアオディオ」を手に入れることができる。
  - 2015年7月6日から7月21日まで、『ホーリーダンジョン』にて中世編の世界をモチーフにした「LIVE A LIVE ダンジョン」が出現。ダンジョンの奥深くに捕えられた「アリシア姫」を救い出し、さらにどこかに潜む「魔王オディオ」を探すなどの条件をクリアすることで、「アリシア姫」や「魔王オディオ」を仲間にすることができる。また、期間中はゲーム内のガチャに中世編で「魔王オディオ」に挑む4人のキャラクター「剣士 オルステッド」「魔法使い ストレイボウ」「伝説の勇者 ハッシュ」「伝説の僧侶 ウラヌス」が登場。「剣士 オルステッド」のイラストは『ホーリーダンジョン』のメインイラストレータ「創-taro」による描き下ろしデザインになっている。また、一緒にダンジョンを掘り進めるコラボちびキャラは『ライブ・ア・ライブ』のメイングラフィッカーを担当した加藤清文が担当している。
- 2024年9月にはバンダイナムコエンターテインメントのアプリゲーム『スーパーロボット大戦DD』にて、「近未来編」からアキラとブリキ大王が期間限定で登場。アキラと松が描かれたキャラクターカットイン、アキラの全身立ち絵は近未来編キャラクター原案の島本和彦が描き下ろしている[46][47]。

### その他関連作品
- 発売当時の1994年、小学館のゲーム雑誌「ゲーム・オン!」では特に力を入れて特集されており、1994年10月号にはSF編の序章をキャラクターデザイナーの田村由美自身が描いた読み切り漫画『SpaceTrap』（スペーストラップ）なども掲載されていた[24]。ゲーム開始以前のコギトエルゴスム号を描いたストーリーとなっている。
  - 2023年9月8日発売の『田村由美デビュー40周年記念本 KALEIDOSCOPE』にて単行本初収録となる[48]。
- 1994年7月23日から9月15日まで、小田急電鉄にて、本作のキャラクターやアイテムなどが描かれたスタンプを集めるスタンプラリー「ライブ・ア・ライブ 7大ヒーローをさがせ」が実施され[49]、景品として本作のイラストを使った記念プリペイドカードなども製作された。
- 2008年9月27日にアスキー・メディアワークスより発売された小説誌「電撃文庫MAGAZINE」2008年11月号増刊『とらドラ! VS 禁書目録』にて、企画「名作ゲームノベライズ」の中の1作品として、本作SF編を別の視点から描いた短編小説『ワレ オモウ ユエニ ワレ アリ——』が掲載された[50]。著者は入間人間。

## その他
- 旧盤のサウンドトラック「ライブ・ア・ライブ オリジナル・サウンド・ヴァージョン」のケースからCDを取り出してみると、CDの入る窪みの辺りは「LIVE A LIVE」と一面に書かれているが、1か所だけ「♥ LOVE ♥」と書かれている。ただし、このデザインは復刻盤「ライブ・ア・ライブ オリジナル・サウンドトラック」では省かれている。
- SF編の最終ボス・マザーCOMは、通常はワイヤーフレーム状の姿だが、インフォリサーチの向き変更効果で裏向きにすると実体を持った姿になる。なお、最終編では最初からこのリアルな姿で登場する。正確にはワイヤーフレーム状の姿は後ろ姿で、リアルな姿が前を向いている状態である。